# 藤代 (取手市)
藤代（ふじしろ）は、茨城県取手市の地名。郵便番号300-1512。

## 地理
取手市東部に位置する。北は椚木、萱場、大曲、東は片町、藤代南、南は宮和田、中田、米田、西は谷中、小浮気に隣接する。常磐線以北は取手市役所藤代庁舎（旧・藤代町役場）を含む市街地・住宅地、常磐線以南は主に農地として利用されている。

## 世帯数と人口
2017年（平成29年）7月1日現在の世帯数と人口は以下の通りである。
| 大字 | 世帯数    | 人口    |
| ---- | --------- | ------- |
| 藤代 | 1,245世帯 | 2,926人 |

## 交通

### 鉄道
JR東日本常磐線が通っており藤代駅は設置されている。

### 道路
- 国道6号
- 茨城県道208号長沖藤代線
- 茨城県道210号谷田部藤代線
- 茨城県道251号守谷藤代線

## 施設
- 取手市役所藤代庁舎（旧・藤代町役場）
- 取手市立藤代小学校
- ふじしろ図書館
- 藤代公民館
- 横町集会所
- みのわ集会所